# Monte Tre Pizzi
Monte Tre Pizzi este o arie protejată (arie specială de conservare — SAC, sit de importanță comunitară — SCI) din Italia întinsă pe o suprafață de 178 ha, integral pe uscat.

## Localizare
Centrul sitului Monte Tre Pizzi este situat la coordonatele 38°15′26″N 16°09′04″E / 38.257222°N 16.151111°E.

## Înființare
Situl Monte Tre Pizzi a fost declarat sit de importanță comunitară în septembrie 1995 pentru a proteja 7 specii de animale. Situl a fost protejat și ca arie specială de conservare în aprilie 2018.

## Biodiversitate
Situată în ecoregiunea mediteraneană, aria protejată conține 5 habitate naturale: Păduri de stejar alb estice, Pseudostepă cu ierburi și specii anuale de Thero-Brachypodietea, Pante stâncoase calcaroase cu vegetație casmofită, Păduri de Quercus ilex și Quercus rotundifolia, Tufărișuri termo-mediteraneene și de pre-deșert.
La baza desemnării sitului se află mai multe specii protejate de  păsări (7): șerpar (Circaetus gallicus), șoim călător (Falco peregrinus), sfrâncioc roșiatic (Lanius collurio), sfrâncioc cu cap roșu (Lanius senator), viespar (Pernis apivorus), turturică (Streptopelia turtur), silvie de tufiș (Sylvia undata).
Pe lângă speciile protejate, pe teritoriul sitului au mai fost identificate 4 specii de plante, 2 specii de mamifere, 5 specii de reptile.